# エイヴリー・ブルックス
エイヴリー・ブルックス（エイヴァリー・ブルックスとも表記）（Avery Brooks、1948年10月2日 - ）は、アメリカ合衆国インディアナ州生まれの俳優。
テレビ番組『スタートレック:ディープ・スペース・ナイン』では、自ら主演のほか監督として数本撮っている。

## 略歴
インディアナ州エバンズビル出身。

## 出演作品

### テレビ
- 私立探偵スペンサー（Spenser: For Hire）- ホーク役 (1985-1988)
- ホークと呼ばれた男（A Man Called Hawk）- ホーク役 (1989)
- スタートレック:ディープ・スペース・ナイン（Star Trek:Deep Spece Nine）- ベンジャミン・シスコ役 (1993-1999)

### 映画
- 15ミニッツ（15 Minutes）(2001)
- アメリカン・ヒストリーX（American History X） - ボブ・スウィーニー役 (1998)
- ビッグ・ヒット（The big Hit） (1998)
- The Captains (2011) ウィリアム・シャトナーによるドキュメンタリー作品

### ナレーション
- アフリカの象の王国（Africa's elephant kingdom）(1998)
- グレーテスト･プレイシーズ　～大いなる大地～（The Greatest Places）(1998)

### ディープ・スペース・ナインでの監督作品
- 第45話 疑惑の法廷（Tribunal）
- 第52話 捨て子の秘密（The Abandoned）
- 第56話 恋の感謝祭（Fascination）
- 第66話 姿なき連合艦隊（前編）（Improbable Cause）
- 第78話 禁じられた愛の絆（Rejoined）
- 第97話 クワーク、絶体絶命（Body Parts）
- 第117話 父死す（Ties of Blood and Water）
- 第137話 夢、遥かなる地にて（Far Beyond the Stars）
- 第174話 自由への叫び（The Dogs of War）